# アンシブル
アンシブル（Ansible）とはアーシュラ・K・ル＝グウィンのSFシリーズ、ハイニッシュ・ユニバースに登場する超光速通信技術。1966年出版の『ロカノンの世界』で初出。
名称の由来についてははっきりしていない。ル＝グウィンの作品『闇の左手』を引き合いにして「レズビアン(Lesbian)のアナグラムではないか」と推測する人もいるが、初出となった『ロカノンの世界』にはそのような傾向はなく、またル＝グウィンがインスピレーションを得たというようなことも確認されていない。2001年にDave Goldmanが発信したUsenetのメッセージではGoldmanがル＝グウィンに問い合わせたところ、Answerableのもじりであるという回答を得たとされている。
この技術は他の作家の作品にも影響を与え、全く関連のない作品中の超光速通信もアンシブルという名称で呼ばれることがある。フランク・ハーバート、ヴァーナー・ヴィンジ、ダン・シモンズ、エリザベス・ムーンなどの作品に登場するが、もっとも有名なのが、オースン・スコット・カードのエンダー・シリーズである。

## 登場作品

### ハイニッシュ・ユニバース・シリーズ
古代ハイン人の植民による同一起源の人類が、銀河系の多数の惑星上で繁栄している世界を舞台とした一連の作品群。それら惑星間の通商と交流を行うエクーメンという組織の成立する基盤技術として、アンシブルが重要な位置を占める。
ハイニッシュ・ユニバース
- 『所有せざる人々』
- 『世界の合い言葉は森』
- 『ロカノンの世界』
- 『辺境の惑星』
- 『幻影の都市』
- 『闇の左手』
- 『赦しへの四つの道』
- 『内海の漁師』
- 『言の葉の樹』

### カードのエンダー・シリーズ
異星からの侵略者・バガーに対抗する軍隊のバトルスクールで訓練を受ける士官候補生、主人公アンドリュー（エンダー）・ウィッギンの物語。宇宙での戦いにおいて宇宙船同士はアンシブルによって指令を伝達する。戦争後の宇宙への植民が広がった時には世界はアンシブルによって繋がれ、アンシブルでコンピューター同士を直結したタイムラグゼロの星間ネットワークが築かれる。
エンダー・シリーズ
- 『エンダーのゲーム』
- 『死者の代弁者』
- 『ゼノサイド』

外伝
- 『エンダーズ・シャドウ』
- 『エンダーの子どもたち』
- 『シャドウ・オブ・ヘゲモン』
- 『シャドウ・パペッツ』

### 天地無用・魎皇鬼
作中に登場する宇宙一の天才科学者・鷲羽が汎宇宙即時通信システム「アンシブル」を地球上で作り上げ宇宙と交信する。

## 原理

### ル＝グウィンのアンシブル
『所有せざる人々』ではアンシブルの基礎となる物理学理論の完成が語られ、作中の説明による限りはEPR相関による情報伝達を基礎としていると推定される。

### カードのアンシブル
すべての物質はフィロトという架空の中間子のようなものを介したフィロティック接続で結ばれている。このフィロティック接続を介した情報の伝達は瞬時に行われる。無生物と生物の場合でフィロトのつながりが異なるという記述もあり、フィロティック接続は意識と綿密に相互作用があるものと考えられる。